# Presbytis sabana
Presbytis sabana is een zoogdier uit de familie van de apen van de Oude Wereld (Cercopithecidae). De wetenschappelijke naam van de soort werd voor het eerst geldig gepubliceerd door  Oldfield Thomas in 1893.

## Voorkomen
De soort komt voor in het noorden van Borneo.